# Léonce Perret

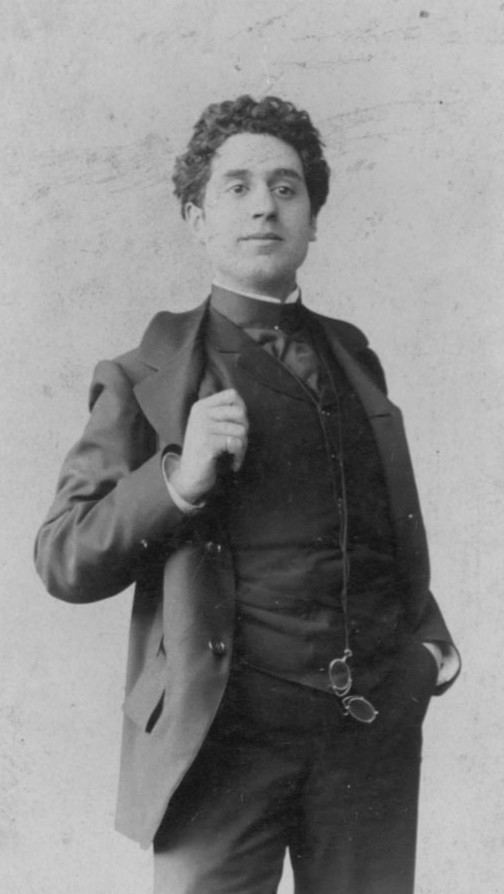
Léonce Perret im Jahr 1900

Léonce Perret (* 14. März 1880 in Niort; † 12. August 1935 in Paris) war ein französischer Schauspieler, Drehbuchautor, Filmproduzent und Regisseur. 

## Leben
Der gelernte Bühnenschauspieler erschien zu Anfang des 20. Jahrhunderts in verschiedenen deutsch-französischen Stummfilmproduktionen und arbeitete mehrfach mit dem Regisseur Louis Feuillade und der Filmproduktionsgesellschaft Gaumont zusammen. Parallel zu seiner Schauspielkarriere zeigte er sich ab 1909 auch als Regisseur und Drehbuchautor von über 200 Kurz- und Langfilmen verantwortlich, seine ersten Erfolge waren Le Feu à la mine (1911) sowie L’Enfant de Paris (1913).
1917 emigrierte Perret in die Vereinigten Staaten, arbeitete für das Hollywood-Studio Pathé und gründete seine eigene Produktionsfirma, die Perret Picture Inc. In den USA entstand auch 1918 einer seiner bekanntesten Filme, das Kriegsdrama Lest We Forget (N’oublions jamais). Anfang der 1920er Jahre kehrte Perret nach Frankreich zurück und arbeitete bis zu seinem Tod im Jahr 1935 an weiteren Filmprojekten, zu denen er auch die Drehbücher beisteuerte. Sein letzter Film, die Großproduktion Koenigsmark, das als Vehikel für die österreichisch-italienische Schauspielerin Elissa Landi diente, wurde 1936 von Maurice Tourneur fertiggestellt.
Der Avantgarde zugerechnet, führte Perret in das französische Kino neue Filmtechniken ein, die er teilweise aus seiner Zeit in den USA mitbrachte, unter anderem zur Bildeinstellung, der Belichtung und der musikalischen Begleitung von Filmen. Er war mit der Schauspielerin Valentine Petit verheiratet, die er unter anderem in einer Reihe von Kurzfilmen einsetzte, die stets seinen Vornamen trugen.

## Filmografie (Auswahl)
- 1909: Molière
- 1910: La Fille de Jephté
- 1911: L’Automne du cœur
- 1911: Le Feu à la mine
- 1912: Le Chrysanthème rouge
- 1912: Le Mystère des roches de Kador
- 1912: Le Chrysanthème rouge
- 1912: L’Express matrimonial
- 1913: L’Enfant de Paris
- 1913: Les Dents de fer
- 1913: Léonce cinématographiste
- 1916: Debout les morts!
- 1918: Lest We Forget
- 1919: A.B.C. of Love
- 1919: Twin Pawns
- 1920: The Lifting Shadows
- 1923: Kœnigsmark
- 1925: Madame Sans-Gêne
- 1925: Lolotte das Modell (La Femme nue)
- 1926: Printemps d’amour
- 1927: Das Schloss der Liebe (Morgane la sirène)
- 1928: Die Orchideen-Tänzerin (La Danseuse orchidée)
- 1929: Das Recht des Stärkeren (La Possession)
- 1930: Quand nous étions deux
- 1930: Arthur
- 1932: Grains de beauté
- 1932: Enlevez-moi
- 1933: Il était une fois
- 1934: Sapho
- 1934: Les Précieuses ridicules
- 1935: Les Deux couverts

## DVD-Veröffentlichung
- Gaumont – Le Cinéma premier, Volume 1: 1897–1913: Alice Guy – Louis Feuillade – Léonce Perret. Gaumont Vidéo, Neuilly-sur-Seine 2008. (Enthält zwei DVDs mit Filmen, die Léonce Perret in den Jahren 1910–1913 für Gaumont inszenierte, unter anderem Le Mystère des roches de Kador (1912) und L’Enfant de Paris (1913). Die DVD-Box ist auch auf Englisch publiziert als Gaumont Treasures (1897-1913), Kino Lorber, New York 2009.[1])